# Alchemilla tzvelevii
Alchemilla tzvelevii es una especie de planta del género Alchemilla, perteneciente a la familia Rosaceae.

## Taxonomía
Alchemilla tzvelevii fue descrita por Czkalov en 2015.

## Distribución
Se encuentra en el territorio este de la parte europea de Rusia.